# Kirch Jesar
Kirch Jesar település Németországban, Mecklenburg-Elő-Pomeránia tartományban. Lakosainak száma 669 fő (2023. december 31.).

## Népesség
A település népességének változása:
| Lakosok száma | 626  | 634  | 639  | 641  | 669  |
|               | 2017 | 2019 | 2021 | 2022 | 2023 |